# Girolamo Grillo
Girolamo Grillo (ur. 18 sierpnia 1930 w Parghelia, zm. 22 sierpnia 2016) – włoski duchowny katolicki, biskup Cassano all’Jonio 1979-1983 i Tarquinia e Civitavecchia w latach 1983–2006.

## Życiorys
Święcenia kapłańskie otrzymał 25 kwietnia 1953.
7 kwietnia 1979 papież Jan Paweł II mianował go biskupem diecezjalnym Cassano all’Jonio. 27 maja tego samego roku z rąk papieża Jana Pawła II przyjął sakrę biskupią. 20 grudnia 1983 mianowany biskupem diecezjalnym Tarquinia e Civitavecchia. 21 grudnia 2006 ze względu na wiek na ręce papieża Benedykta XVI złożył rezygnację z zajmowanej funkcji.
Zmarł 22 sierpnia 2016.